# 张维岩
张维岩（1956年3月—），男，北京人，中国等离子体物理学家，中国工程物理研究院研究员，中国科学院院士。

## 生平
1982年毕业于北京大学的物理系，1988年获得比利时布鲁塞尔自由大学的博士学位。2011年当选为中国科学院院士。